# Friedrich Wilhelm Hild

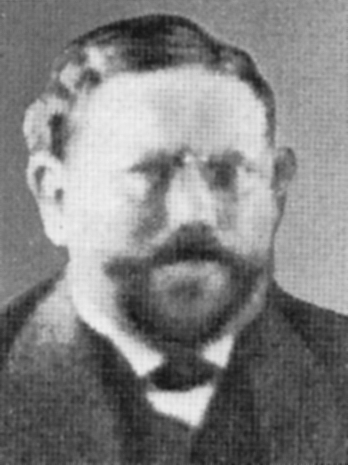
Friedrich Wilhelm Hild

Friedrich Wilhelm Hild (* 4. September 1870 in Kleve; † 30. Oktober 1908 in Köln) war ein deutscher Politiker.

## Leben
Friedrich Wilhelm Hild war der Sohn eines Zahlmeisters und Rechnungsrats. Nach seiner Schulausbildung trat er am 10. März 1891 als Zivilsupernumerar bei der königlichen Regierung in Düsseldorf in den Staatsdienst ein. Darauf folgte die Anstellung als Hilfsarbeiter bei der Einkommensteuer-Veranlagungskommission in Mülheim an der Ruhr vom 1. April 1893 bis zum 15. Juni 1894, und direkt im Anschluss bis zum 30. September 1896 die Tätigkeit als Hilfsarbeiter bei der Regierung in Düsseldorf.
Vom 1. Oktober 1896 bis 30. Juni 1900 war er als Nachfolger von Johann Arntz Kreissekretär beim Landratsamt der Stadt Essen. Am 1. Juli 1900 wurde er zunächst kommissarisch und am 29. Dezember des Jahres endgültig zum ersten und einzigen Bürgermeister der Bürgermeisterei Rüttenscheid ernannt. Rüttenscheid gehörte zunächst seit 1813 zur Bürgermeisterei Altenessen mit Sitz in Stoppenberg, die 1874 geteilt wurde, so dass Rüttenscheid an die neue Bürgermeisterei Stoppenberg fiel. 1884 teilte sich diese Bürgermeisterei wieder und Rüttenscheid bildete mit Rellinghausen und Heisingen die Bürgermeisterei Rellinghausen. Im Jahr 1900 wurde Rüttenscheid selbständige Bürgermeisterei und erhielt das 1903 bezugsfertige eigene Rathaus an der Rüttenscheider Straße. Nachdem Rüttenscheid am 21. Juni 1905 zur Stadt Essen eingemeindet worden war, wurde Hild nicht übernommen. Er wurde mit 100.000 Mark abgefunden und verzichtete gleichzeitig auf alle Versorgungsansprüche. Sein Schwiegervater war der Rellinghauser Bürgermeister Joseph Sartorius.